# Monte Carlo Masters 2022 - Qualificazioni singolare
Le qualificazioni del singolare maschile del Monte Carlo Masters 2022 sono un torneo di tennis preliminare per accedere alla fase finale della manifestazione. I vincitori dell'ultimo turno sono entrati di diritto nel tabellone principale. In caso di ritiro di uno o più giocatori aventi diritto a queste sono subentrati i lucky loser, ossia i giocatori che hanno perso nell'ultimo turno ma che avevano una classifica più alta rispetto agli altri partecipanti che avevano comunque perso nel turno finale.

## Teste di serie
1. Benjamin Bonzi (ultimo turno, Lucky loser)
2. Hugo Gaston (primo turno)
3. Kwon Soon-woo (primo turno)
4. Sebastián Báez (qualificato)
5. Adrian Mannarino (primo turno)
6. Maxime Cressy (ultimo turno, Lucky loser)
7. Oscar Otte (ultimo turno, Lucky loser)

1. John Millman (primo turno)
2. Kamil Majchrzak (ultimo turno)
3. Jaume Munar (qualificato)
4. Emil Ruusuvuori (qualificato)
5. Henri Laaksonen (primo turno)
6. João Sousa (ultimo turno)
7. Holger Rune (qualificato)

## Qualificati
1. Jiří Lehečka
2. Emil Ruusuvuori
3. Bernabé Zapata Miralles
4. Sebastián Báez

1. Hugo Dellien
2. Holger Rune
3. Jaume Munar

### Lucky loser
1. Benjamin Bonzi
2. Maxime Cressy

1. Oscar Otte

## Tabellone

### Legenda
| - Q = Qualificato - WC = Wild card - LL = Lucky loser | - ALT = Alternate - SE = Special Exempt - PR = Protected Ranking | - w/o = Walkover - r = Ritirato - d = Squalificato |

### Sezione 1
|  | Primo turno | Primo turno       | Primo turno       | Primo turno | Primo turno |  |  | Ultimo turno | Ultimo turno   | Ultimo turno   | Ultimo turno | Ultimo turno |  |
|  |             |                   |                   |             |             |  |  |              |                |                |              |              |  |
|  | 1           | Benjamin Bonzi    | Benjamin Bonzi    | 6           | 6           |  |  |              |                |                |              |              |  |
|  | Alt         | Stefano Travaglia | Stefano Travaglia | 3           | 3           |  |  | 1            | Benjamin Bonzi | Benjamin Bonzi | 4            | 3            |  |
|  |             | Jiří Lehečka      | 6(0)              | 6           | 6           |  |  |              | Jiří Lehečka   | Jiří Lehečka   | 6            | 6            |  |
|  | 12          | Henri Laaksonen   | 7                 | 4           | 2           |  |  |              |                |                |              |              |  |

### Sezione 2
|  | Primo turno | Primo turno     | Primo turno     | Primo turno | Primo turno |  |  | Ultimo turno | Ultimo turno    | Ultimo turno | Ultimo turno | Ultimo turno |  |
|  |             |                 |                 |             |             |  |  |              |                 |              |              |              |  |
|  | 2           | Hugo Gaston     | Hugo Gaston     | 4           | 2           |  |  |              |                 |              |              |              |  |
|  | WC          | Flavio Cobolli  | Flavio Cobolli  | 6           | 6           |  |  | WC           | Flavio Cobolli  | 6            | 4            | 3            |  |
|  |             | Gianluca Mager  | Gianluca Mager  | 3           | 5           |  |  | 11           | Emil Ruusuvuori | 4            | 6            | 6            |  |
|  | 11          | Emil Ruusuvuori | Emil Ruusuvuori | 6           | 7           |  |  |              |                 |              |              |              |  |

### Sezione 3
|  | Primo turno | Primo turno             | Primo turno     | Primo turno | Primo turno |  |  | Ultimo turno | Ultimo turno            | Ultimo turno            | Ultimo turno | Ultimo turno |  |
|  |             |                         |                 |             |             |  |  |              |                         |                         |              |              |  |
|  | 3           | Kwon Soon-woo           | 7               | 4           | 2           |  |  |              |                         |                         |              |              |  |
|  | Alt         | Bernabé Zapata Miralles | 65              | 6           | 6           |  |  | Alt          | Bernabé Zapata Miralles | Bernabé Zapata Miralles | 6            | 7            |  |
|  |             | Carlos Taberner         | Carlos Taberner | 1           | 1           |  |  | 13           | João Sousa              | João Sousa              | 4            | 68           |  |
|  | 13          | João Sousa              | João Sousa      | 6           | 6           |  |  |              |                         |                         |              |              |  |

### Sezione 4
|  | Primo turno | Primo turno      | Primo turno | Primo turno | Primo turno |  |  | Ultimo turno | Ultimo turno    | Ultimo turno | Ultimo turno | Ultimo turno |  |
|  |             |                  |             |             |             |  |  |              |                 |              |              |              |  |
|  | 4           | Sebastián Báez   | 64          | 6           | 7           |  |  |              |                 |              |              |              |  |
|  |             | Marco Cecchinato | 7           | 1           | 6           |  |  | 4            | Sebastián Báez  | 6            | 4            | 6            |  |
|  |             | Mikael Ymer      | 2           | 6           | 4           |  |  | 9            | Kamil Majchrzak | 1            | 6            | 1            |  |
|  | 9           | Kamil Majchrzak  | 6           | 4           | 6           |  |  |              |                 |              |              |              |  |

### Sezione 5
|  | Primo turno | Primo turno      | Primo turno  | Primo turno | Primo turno |  |  | Ultimo turno | Ultimo turno | Ultimo turno | Ultimo turno | Ultimo turno |  |
|  |             |                  |              |             |             |  |  |              |              |              |              |              |  |
|  | 5           | Adrian Mannarino | 1            | 6           | 5           |  |  |              |              |              |              |              |  |
|  |             | Hugo Dellien     | 6            | 4           | 7           |  |  |              | Hugo Dellien | 6            | 69           | 6            |  |
|  | Alt         | Tarō Daniel      | Tarō Daniel  | 6           | 6           |  |  | Alt          | Tarō Daniel  | 4            | 7            | 3            |  |
|  | 8           | John Millman     | John Millman | 2           | 3           |  |  |              |              |              |              |              |  |

### Sezione 6
|  | Primo turno | Primo turno     | Primo turno     | Primo turno | Primo turno |  |  | Ultimo turno | Ultimo turno  | Ultimo turno  | Ultimo turno | Ultimo turno |  |
|  |             |                 |                 |             |             |  |  |              |               |               |              |              |  |
|  | 6           | Maxime Cressy   | Maxime Cressy   | 6           | 6           |  |  |              |               |               |              |              |  |
|  | WC          | Luca Van Assche | Luca Van Assche | 3           | 4           |  |  | 6            | Maxime Cressy | Maxime Cressy | 3            | 5            |  |
|  | Alt         | Radu Albot      | Radu Albot      | 2           | 3           |  |  | 14           | Holger Rune   | Holger Rune   | 6            | 7            |  |
|  | 14          | Holger Rune     | Holger Rune     | 6           | 6           |  |  |              |               |               |              |              |  |

### Sezione 7
|  | Primo turno | Primo turno       | Primo turno       | Primo turno | Primo turno |  |  | Ultimo turno | Ultimo turno | Ultimo turno | Ultimo turno | Ultimo turno |  |
|  |             |                   |                   |             |             |  |  |              |              |              |              |              |  |
|  | 7           | Oscar Otte        | Oscar Otte        | 6           | 7           |  |  |              |              |              |              |              |  |
|  | WC          | Valentin Vacherot | Valentin Vacherot | 4           | 63          |  |  | 7            | Oscar Otte   | 0            | 7            | 2            |  |
|  | WC          | Hugo Nys          | Hugo Nys          | 2           | 2           |  |  | 10           | Jaume Munar  | 6            | 68           | 6            |  |
|  | 10          | Jaume Munar       | Jaume Munar       | 6           | 6           |  |  |              |              |              |              |              |  |